# Kohlschwarzbach
Der Kohlschwarzbach ist ein rund 3 Kilometer langer, rechter Nebenfluss des Ofenbaches in der Steiermark.

## Verlauf
Der Kohlschwarzbach entsteht im südöstlichen Teil der Gemeinde Kainach bei Voitsberg, im nordöstlichen Teil der Katastralgemeinde Kohlschwarz, westlich des Hofes Wilhelm am nordöstlichen Hang des Kohlschwarzkogels. Er fließt zuerst in einem flachen Rechtsbogen, danach in einem flachen Linksbogen insgesamt nach Südosten. An der Grenze der Katastralgemeinden Kohlschwarz und Hochtregist mündet er nordöstlich des Ortes Afling, östlich des Hofes Weglenz und südwestlich des Hofes Kölbl in den Ofenbach, der davor noch als Tötzelbach bezeichnet wird.
Auf seinem Lauf nimmt der Kohlschwarzbach von links sechs sowie von rechts sieben unbenannte Wasserläufe auf.